# Hapalonoma
Hapalonoma is een geslacht van vlinders van de familie tastermotten (Gelechiidae).

## Soorten
- H. argyracta Meyrick, 1914
- H. sublustricella (Walker, 1864)